# New Hazelton
New Hazelton est un bourg du centre-ouest de la province canadienne de Colombie-Britannique. Il se situe dans le district régional de Kitimat-Stikine, dans l'agglomération de Hazelton. Localisé sur le couloir du Skeena qui traverse la chaîne Côtière, à la limite des territoires des autochtones gitksan et wet'suwett'en, le village naît au début du XXe siècle avec l'arrivée du chemin de fer. Il est incorporé en tant que municipalité de district depuis 1980.

## Situation
New Hazelton est situé à 350 m d'altitude au nord du massif du Rocher Déboulé (encore appelé Roche de Boule) dont le pic Hagwilget surplombe le village de ses 2 100 m d'altitude. Elle borde au sud les gorges de la rivière Bulkley, à 3 km en amont de sa confluence avec la Skeena.
New Hazelton fait partie d'une petite agglomération comprenant  le village historique de Hazelton, South Hazelton et Two Mile formant les Hazeltons,. Au nord, New Hazelton enserre la communauté amérindienne Wet'suwet'en de Halgwiget. Le village est traversé par la route transcanadienne 16 dite route de Tête Jaune et la ligne de chemin de fer Jasper-Prince-Rupert.

## Histoire

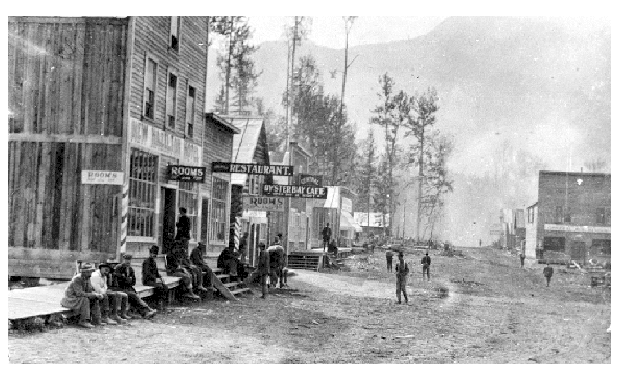
New Hazelton en 1914

La construction de la ligne de chemin de fer au début du XXe siècle par la compagnie du Grand Tronc Pacifique et la proximité des mines du Rocher Déboulé favorisent le développement de New Hazelton sous l'impulsion d'un promoteur immobilier : Robert Kelly. Depuis le 15 décembre 1980, New Hazelton est devenue une municipalité. Elle dépendait auparavant entièrement du district régional de Kitimat-Stikine dont le siège est à Terrace pour ses services municipaux.

## Administration
Le village est incorporé en tant que municipalité de district, il dispose d'un maire et de six conseillers municipaux. New Hazelton fait partie du district régional de Kitimat-Stikine. La municipalité y nomme un des douze directeurs qui y dispose d'une voix sur 26.
| -2008-2011,   | 2011-2026, |
| ------------- | ---------- |
| Pieter Weeber | Gail Lowry |

## Démographie
La population de New Hazelton est de 602 habitants en 2021, sur les trois dernières décennies se dégage une forte diminution de la population, d'environ 25%. La part de la population autochtone atteint: 39% en 2016.
| 1991 | 1996 | 2001 | 2006 | 2011 | 2016 | 2021 |
| ---- | ---- | ---- | ---- | ---- | ---- | ---- |
| 786  | 822  | 750  | 627  | 666  | 580  | 602  |